# 銕橋

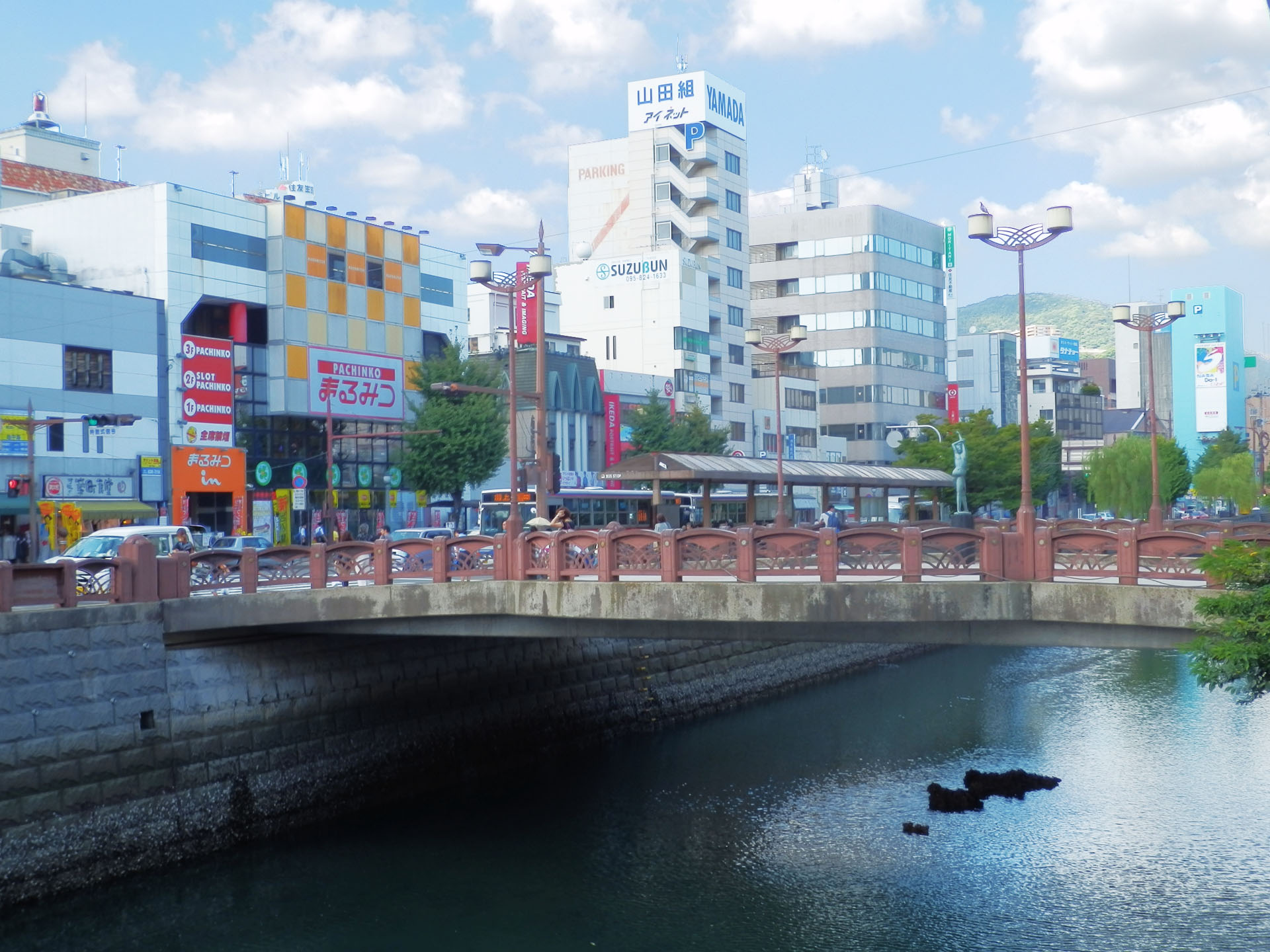
アーケード側から見た銕橋

銕橋（くろがねばし）は、長崎市の中島川に架かる橋。国道324号の一部。
河口から数えて6番目の橋で、「てつばし」の愛称で親しまれている。

## 概要
長崎一の繁華街浜町アーケードの西側入り口に位置し、同市の浜町と築町を結んでいる。現在の橋は1990年に架け替えられた3代目で、欄干には「鉄橋」の銘が刻まれている。

## 歴史

### 「初代」銕橋

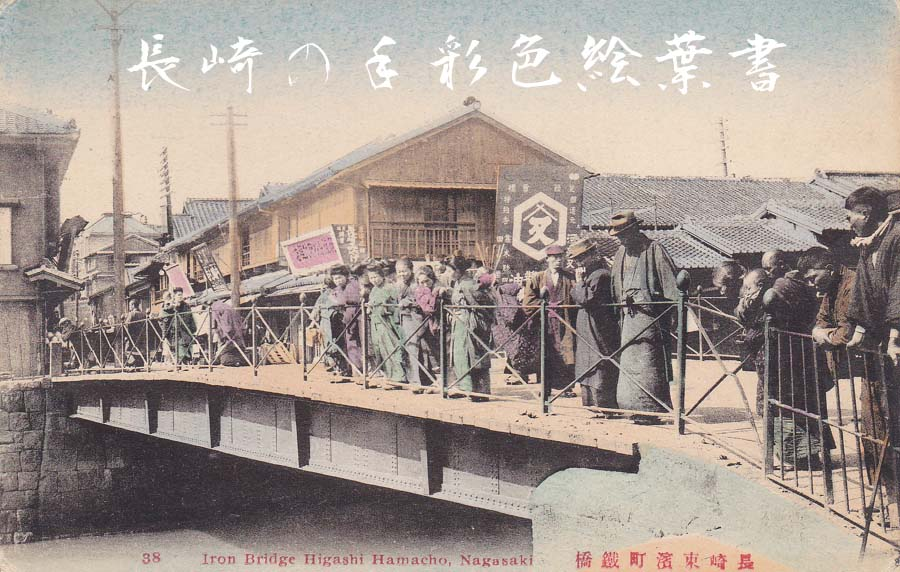
初代銕橋（手彩色絵葉書）

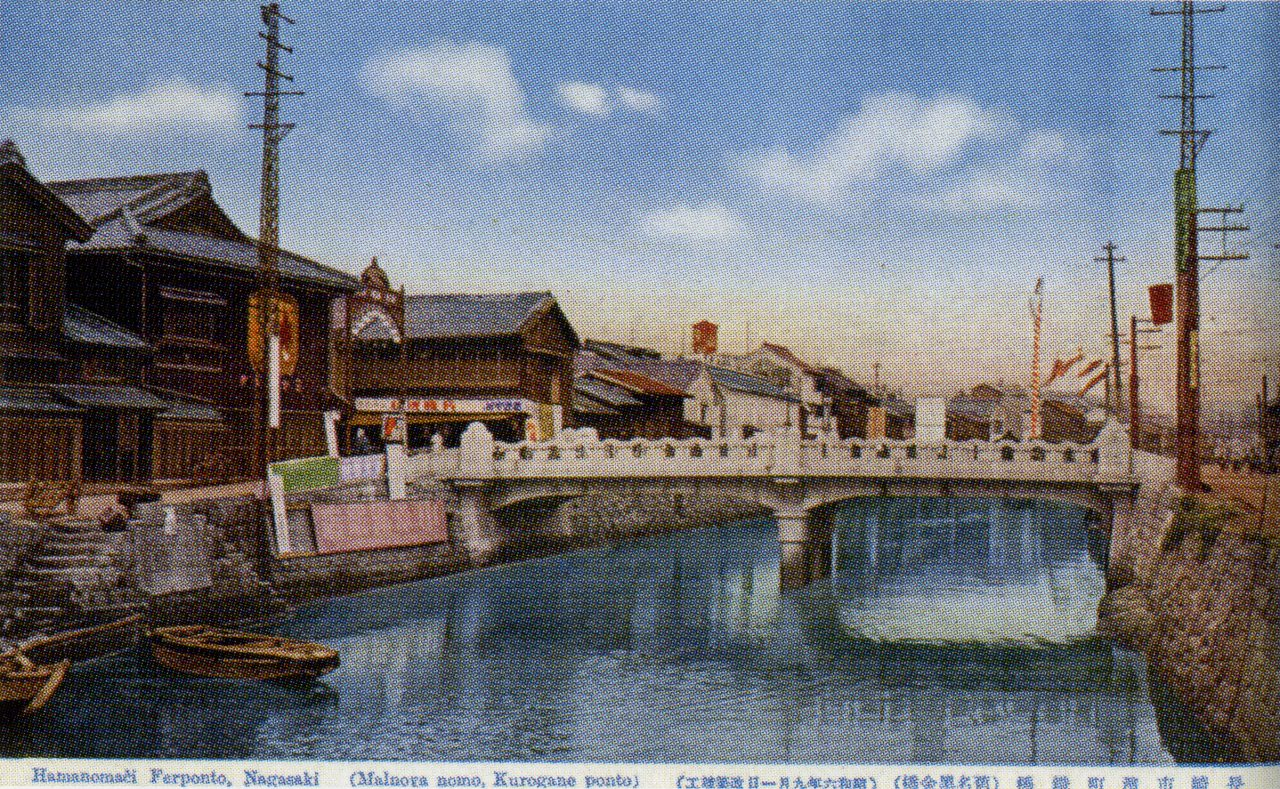
2代目銕橋（彩色絵葉書）

1868年（慶応4年）に架けられた、日本初の鉄橋とされている。
鉄橋架橋以前には、「大橋」や「第十五橋」と呼ばれた木造橋が架けられていたが、水害により幾度となく大破・流失していた。
1867年（慶応3年）の豪雨にて橋が大破し、有志らの協力を経て長崎製鉄所の鉄を使った頑丈な鉄橋として架け直されることになった。設計はオランダ人技師F.L.M.ホーゲル、工事は長崎製鉄所頭取の本木昌造が指揮を採り、総工費1万6千両をかけて建設された。
慶応4年8月1日（9月8日より明治元年）に完成した橋は全長約22メートル、幅員約6メートル、1径間の錬鉄製桁橋で、橋面は板張りとされ、通行人の下駄の音がよく響いたと伝える。完成後は長崎市の新名所となり、夏になると涼みにやって来る市民が少なくなかったとされる。
1931年（昭和6年）に鉄筋コンクリート製の2代目に架け替えられた。

### 「3代目」鉄橋

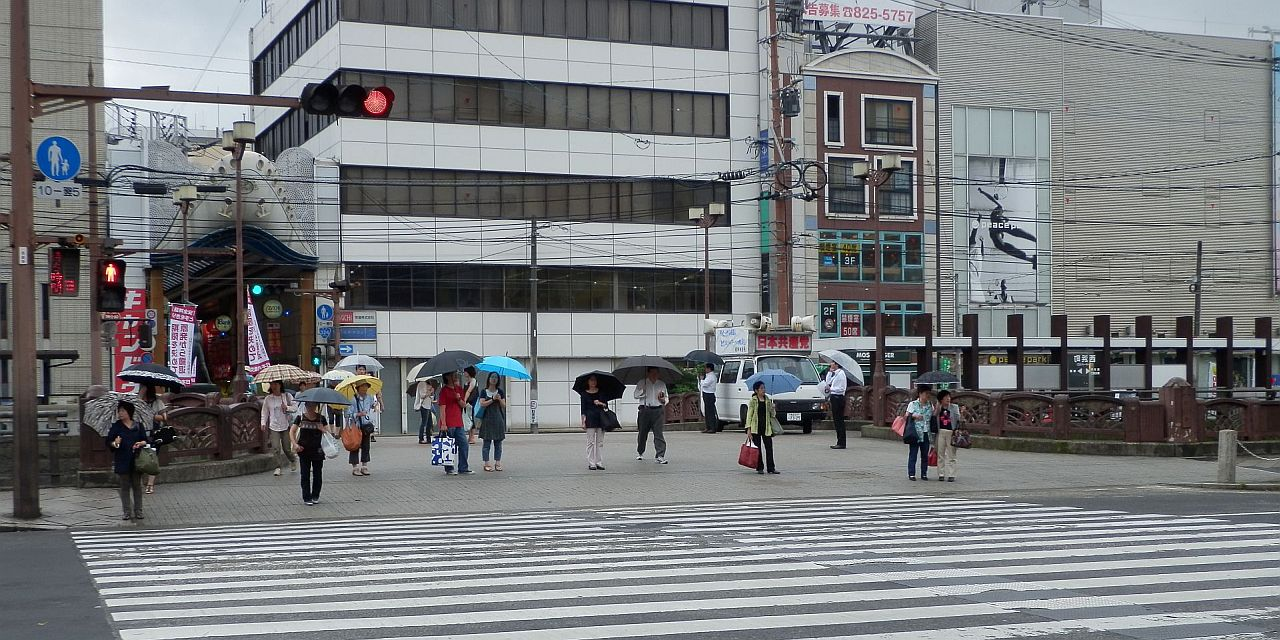
街宣車が乗り入れた様子

1990年（平成2年）に架け替えられた歩行者専用橋である（構造的には車両乗り入れ可能だが、車両を乗り入れる場合は許可申請を必要とする）。2代目と同じく鉄筋コンクリート製の橋であり、鉄製や鋼製ではないが、名前は初代の「鉄橋」を引き継いでいる。橋のそばに初代にあった石柱が残されているほか、橋の中央にはエミリオ・グレコ作の『水浴の女』の像がある。
橋の西側には長崎バス、県営バスの主要路線の経由および始発着地となる中央橋バス停や築町商店街、東側には長崎電気軌道 西浜町（アーケード前）電停、浜町アーケードなどがあり、交通の要所となっている。繁華街にも近いため、人通りは多い。長崎駅前と並んで、各種団体の街頭活動や路上アーティストらの表現の場にもなっており、国政選挙時には党首クラスが街頭演説を行う。
長崎ランタンフェスティバルの会場のひとつでもあり、祭りの期間中、橋は巨大オブジェやランタンで彩られる。

## 周辺施設
- 長崎県庁
- 浜市商店街
- メルカつきまち